# 유효립
유효립(柳孝立, 1579년 ~ 1628년)은 조선 후기의 문신, 관료이자 외척이다. 본관은 문화이다. 판윤 유자신의 손자이고, 유희견의 아들이다. 광해군의 왕비인 폐비 유씨의 친정아버지 유희립은 그의 숙부였다. 광해군의 비 폐비 유씨의 사촌이자, 인조의 동생 능원대군 보의 부인 문화군부인의 친정아버지였다. 광해군과 인조 모두의 외척이었으나, 1623년 3월 인조반정 때 삼촌 유희분이 옥사한 후 유희분에 연좌되어 제천에 유배되었으며, 정변을 기도하여 광해군을 상왕으로 앉히고 인성군 공을 임금으로 추대하려다가 실패하고 사형당했다.
음서로 관직에 올라 세자익위사부솔로 관직을 시작, 현감을 역임했고, 1605년의 사마시에 합격한 뒤 1609년 증광문과에 급제하였다. 이후 인천부사, 정언, 병조정랑, 시강원필선 등을 거쳐 제용감정, 군자감정을 지내고 승지에 이르러 1623년 3월의 인조반정으로 면직당하고 제천으로 유배되었다. 당시 그는 여인의 가마를 타고 한성부를 오가며 동조자를 포섭했고, 한편으로 계룡천도설을 비밀리에 퍼뜨리기도 했다. 그의 딸이 능원군의 부인 문화부부인이었으므로 인조가 이혼을 명했지만 능원군의 거절로 이혼은 무산되었다. 1614년(광해군 6년) 8월 27일 위성원종공신 3등(衛聖原從功臣三等)에 책록되었다.

## 생애
할아버지는 문양부원군(文陽府院君) 유자신(柳自新)이며, 아버지는 유희견이고 어머니는 전주이씨로 기성군(箕城君) 이현(李俔)의 딸이다. 임진왜란 때 광해군을 수행한 공로로 뒤에 위성원종공신 3등에 책록된다. 음서로 관직에 올라 세자익위사부솔(副率)이 되었다가 부솔 재직 중 1605년(선조 8) 증광시(增廣試) 사마시에 합격하여 생원이 되고, 다시 현감(縣監)이 되었다. 현감으로 재직 중 1609년(광해군 1) 증광 문과에 병과 8위로 급제하였다. 이때 그의 숙부 유희발(柳希發)도 합격하여 동방 급제가 되었다 한다.
이후 좌랑 등을 거쳐 1609년 (광해군 1)익사원종공신 3등에 책록되었다. 1610년(광해군 2) 2월 인천부사로 부임하였으나 곧 사퇴하였으며 그해 9월 예조정랑이 되었다. 1614년 다시 좌랑이 되었다가, 1614년(광해군 6년) 8월 27일 위성원종공신 3등(衛聖原從功臣三等)에 책록되었다. 1614년 사간원 정언, 병조정랑, 그해의 홍문록에 선발되었고, 1615년 세자시강원필선 등을 역임했다. 1616년 다시 필선이 되었다가 그해 수찬이 되었다가 제용감정(濟用監正), 군자감정 등을 역임하고, 1618년(광해군 10) 영건도감도청(營建都監都廳)을 겸임하였다. 그해 장악원정에 임명되고 1619년 장악원정으로 시강원보덕을 겸하였으며, 그 해에 호조참의로 승진하고 승정원우부승지, 승정원승지(承政院承旨) 등을 지냈다.
1623년(광해군 15) 3월 서인, 남인의 연합하에 인조반정이 일어나 유효립의 숙부 유희분(柳希奮)은 참형당하고 북인이 쫓겨나자 그도 충청도 제천(堤川)으로 유배되었다. 1628년(인조 6) 배소에서 사람을 모아 광해군을 상왕으로 추대하고, 인성군 공을 왕으로 추대하려 했다가 그해 1월 3일 허적 등의 밀고로 체포되어 사형당했다. 이때 유효립을 비롯한 거사 감사자들이 모두 체포되고, 가담자 50명이 모두 처형당했다. 또한, 인성군도 사형당했다. 유효립은 먼저 계룡산으로 천도하는 것이 천명이라는 비결을 들어 인성군이 왕이 될 것이라는 소문을 유포하였다. 한편 여인의 가마를 이용해 제천에서 한성부를 비밀리에 왕래하며 광해군 때의 신하로서 인조 반정을 인정하지 않는 신하들의 집을 내왕하면서 모의를 하였고, 이들을 통해 궁중의 시녀와 내시, 대궐문의 수문장 등을 일부 포섭하기도 하였다. 
유효립의 옥사를 계기로 그의 딸 문화부부인은 양사의 거듭된 탄핵을 받았다. 인조는 능원대군 보에게 역적의 딸이 사친묘를 봉사하게 할 수 없다며 부인 문화부부인 유씨와 이혼을 종용하였으나, 능원대군이 강하게 반발하여 이혼시키지 못하고, 첩으로 강등당한 뒤에 능원대군의 집에 계속 머무르게 되었다. 문화군부인은 능원대군의 서장자 영풍군 식과 서손자 금천군 지의 거듭된 건의로 숙종 때에 다시 복권된다. 한편 과부가 된 그의 또다른 딸 1명은 효종 초, 심씨 성을 가진 인척과 함께 도주했다가 자살하였다.

## 기타
그의 동생 유충립(柳忠立) 역시 1614년(광해군 6년) 8월 27일 위성원종공신 3등에 책록되었다.

## 같이 보기
- 인조반정
- 유효립의 난
- 인성군
- 유희분

## 참고 문헌
- 국조문과방목, 사마방목
- 광해군일기, 인조실록, 연려실기술
- 인천광역시, 《인천광역시사 6》(인천광역시사편찬위원회, 2002)
- 인천광역시, 《역주 인천부 읍지》(남달우 외 역주, 인천광역시역사자료관, 2004)